# Juan Andújar Oliver
Juan Andújar Oliver (Almeria, Andalusia, 11 de desembre de 1948) és un exàrbitre de futbol espanyol i col·laborador en diversos programes televisius i radiofònics sobre futbol.

## Biografia
Va debutar com a àrbitre de la Primera Divisió d'Espanya la primera jornada de la temporada 1980-81, dirigint un Atlètic de Madrid-Reial Valladolid.
Va ser àrbitre professional durant 23 anys, en els quals va dirigir 168 partits de la primera divisió. Durant la seva carrera com a àrbitre va guanyar dues vegades el Trofeu Guruceta, atorgat pel Diari Marca al millor àrbitre de cada temporada.
Va ser col·laborador en diferents mitjans de comunicació com ara a Estudio Estadio TVE, Solo goles Canal Sur, Deportes Telecinco, Deportes Onda Cero, Tiempo de Juego de la Cadena Cope, o Futboleros Marca TV. Actualment ho és del programa Marcador, de Radi Marca i Minuto y Resultado Noche de la Sexta. Des de 2007 va començar a participar en l'empresa StarDreams, integrada per diversos destacats esportistes com Antonio Maceda, Julio Salines, Albert Ferrer, Almudena Cid, Estela Giménez, Gervasio Deferr, Blanca Fernández Ochoa, Martín Fiz, Amaya Valdemoro, Fernando Romay o Xavi Torres i dedicada principalment a l'assessorament a directius i executius en la millora del rendiment laboral.

### Distincions individuals
| Distinció       | Temporada |
| --------------- | --------- |
| Trofeu Guruceta | 1990/91   |
| Trofeu Guruceta | 1992/93   |